# Rosa Paula Iribagiza de Burundi
La princesa Rosa Paula Iribagiza Mwambutsa de Burundi, con el título de su Alteza Real, sucedió a su hermano, el rey Ntare V, como cabeza de la familia real, que fue depuesta en 1966 después de un par de meses en el trono. Su hermano murió en 1978 y su padre en 1977. 

## Biografía
Vivió en el exilio en Bruselas durante muchos años. Casada en segundas nupcias con Frédéric Van de Sande. Madre de dos hijos y dos hijas con su primer esposo, el Jefe André Muhirwa de Busumanyi (de quien fue su segunda esposa, divorciados posteriormente).

## Descendencia
- Rémy Muhirwa. Casado en primeras nupcias con Pascale Hody (divorciados). Contrajo matrimonio posteriormente con Michèle Ingabire Gateretse.
- Charles Muhirwa.
- Louise Muhirwa. Nacida en Muhinga el 29 de abril de 1956. Casada con Camille Ngoga.
- Michelle Muhirwa.

La princesa Rosa Paula Iribagiza tuvo descendencia con François Bourgeon, un ciudadano francés, una hija:
- Anita Iribagiza (nacida el 15 de octubre de 1970). Actriz.

Asimismo, la princesa Rosa Paula tuvo descendencia con Hamisi Masud Kiliza, un hijo y una hija:
- Sheila Babile Kiliza (nacida en Nairobi, Kenia, el 16 de junio de 1973).
- David Kabunga wa Mwambutsa Hamisi Kiliza (nacido en Nairobi, Kenia, el 2 de julio de 1974). Especialista en Tecnologías de la Información en Bruselas, Bélgica.

## Distinciones honoríficas

### Distinciones honoríficas extranjeras
- Comandante de la Orden de la Corona (Reino de Bélgica, 14/05/2012).

## Ancestros
|  |                                                   |  |  |  |  |  |  |  |  |  |  |  |  |  |  |  |
|  | 16. Ntare IV, Sultán y Mwami de Burundi           |  |  |  |  |  |  |  |  |  |  |  |  |  |  |  |
|  |                                                   |  |  |  |  |  |  |  |  |  |  |  |  |  |  |  |
|  |                                                   |  |  |  |  |  |  |  |  |  |  |  |  |  |  |  |
|  | 8. Mwezi IV, Sultán y Mwami de Burundi            |  |  |  |  |  |  |  |  |  |  |  |  |  |  |  |
|  |                                                   |  |  |  |  |  |  |  |  |  |  |  |  |  |  |  |
|  |                                                   |  |  |  |  |  |  |  |  |  |  |  |  |  |  |  |
|  | 17. Vyano, del Clan Mwenengwe                     |  |  |  |  |  |  |  |  |  |  |  |  |  |  |  |
|  |                                                   |  |  |  |  |  |  |  |  |  |  |  |  |  |  |  |
|  |                                                   |  |  |  |  |  |  |  |  |  |  |  |  |  |  |  |
|  | 4. Mutaga IV, Sultán y Mwami de Burundi           |  |  |  |  |  |  |  |  |  |  |  |  |  |  |  |
|  |                                                   |  |  |  |  |  |  |  |  |  |  |  |  |  |  |  |
|  |                                                   |  |  |  |  |  |  |  |  |  |  |  |  |  |  |  |
|  | 9. Vyano, del Clan Bunyakarama                    |  |  |  |  |  |  |  |  |  |  |  |  |  |  |  |
|  |                                                   |  |  |  |  |  |  |  |  |  |  |  |  |  |  |  |
|  |                                                   |  |  |  |  |  |  |  |  |  |  |  |  |  |  |  |
|  | 2. Mwambutsa IV, Rey de Burundi                   |  |  |  |  |  |  |  |  |  |  |  |  |  |  |  |
|  |                                                   |  |  |  |  |  |  |  |  |  |  |  |  |  |  |  |
|  |                                                   |  |  |  |  |  |  |  |  |  |  |  |  |  |  |  |
|  | 5. Princesa Ngenzahago, del Clan Munyagisaka      |  |  |  |  |  |  |  |  |  |  |  |  |  |  |  |
|  |                                                   |  |  |  |  |  |  |  |  |  |  |  |  |  |  |  |
|  |                                                   |  |  |  |  |  |  |  |  |  |  |  |  |  |  |  |
|  | 1. Rosa Paula Iribagiza, Princesa de Burundi      |  |  |  |  |  |  |  |  |  |  |  |  |  |  |  |
|  |                                                   |  |  |  |  |  |  |  |  |  |  |  |  |  |  |  |
|  |                                                   |  |  |  |  |  |  |  |  |  |  |  |  |  |  |  |
|  | 6. Umuganwa mutaga Joseph Menyo, del Clan Abasine |  |  |  |  |  |  |  |  |  |  |  |  |  |  |  |
|  |                                                   |  |  |  |  |  |  |  |  |  |  |  |  |  |  |  |
|  |                                                   |  |  |  |  |  |  |  |  |  |  |  |  |  |  |  |
|  | 3. Thérèse Kanyonga                               |  |  |  |  |  |  |  |  |  |  |  |  |  |  |  |
|  |                                                   |  |  |  |  |  |  |  |  |  |  |  |  |  |  |  |
|  |                                                   |  |  |  |  |  |  |  |  |  |  |  |  |  |  |  |
|  | 7. Inabigendera                                   |  |  |  |  |  |  |  |  |  |  |  |  |  |  |  |
|  |                                                   |  |  |  |  |  |  |  |  |  |  |  |  |  |  |  |
|  |                                                   |  |  |  |  |  |  |  |  |  |  |  |  |  |  |  |